# Alessandro Pinarello
Alessandro Pinarello (Conegliano, 12 luglio 2003) è un ciclista su strada italiano, che corre per la VF Group-Bardiani CSF-Faizanè. È professionista dal 2022.

## Palmarès

### Strada
- 2021 (Juniores)

Giro delle Conche
Classica generale Giro del Friuli Venezia Giulia junior
Memorial Maurizio Bresci
Sandrigo-Monte Corno
Trofeo Buffoni
Coppa Borgo Panica
- 2024 (VF Group–Bardiani–CSF–Faizanè, una vittoria)

Gran Premio Palio del Recioto

#### Altri successi
- 2021 (Juniores)

Prologo Giro del Friuli Venezia Giulia junior, cronosquadre (Stadio Ottavio Bottecchia > Stadio Ottavio Bottecchia)
Classifica a punti Giro del Friuli Venezia Giulia junior
Campionati italiani - Cronosquadre juniores

## Piazzamenti

### Grandi Giri
- Giro d'Italia

2025: non partito (6ª tappa)

### Classiche monumento
- Giro di Lombardia

2024: ritirato

### Competizioni continentali
- Campionati europei

Trento 2021 - Gara in linea junior: 30º